# Pieski Fluppy
Pieski Fluppy (ang. Fluppy Dogs) – amerykański film animowany wyreżyserowany przez Freda Wolfa.
Premiera filmu miała miejsce 27 listopada 1986 na amerykańskim kanale ABC z okazji Dnia Dziękczynienia. Początkowo był to godzinny pilot filmu, a także miała odbyć się premiera trzeciego serialu animowanego wytwórni The Walt Disney Company zaraz obok Wuzzli i Gumisiów, jednakże emisja serialu została anulowana z powodu niskiej oglądalności filmu. W Polsce premiera filmu odbyła się 8 listopada 1997 na antenie TVP1 w ramach bloku Walt Disney przedstawia w wersji lektorskiej czytanej przez polskiego aktora Tomasza Kozłowicza.

## Opis fabuły
Film opisuje historię pięciu pastelowych, kolorowych gadających piesków, którzy przechodzą przez międzywymiarowe drzwi i przybywają razem do mieszkania dziesięcioletniego chłopca imieniem Jamie oraz jej nieco starszej nastoletniej sąsiadki Claire. Pieski stają się ofiarami złego skąpca Wagstaffa.

## Obsada
- Carl Steven – Jamie Bingham
- Jessica Pennington – sąsiadka Claire
- Marshall Efron – Stanley, niebieski piesek
- Susan Blu –
  - Tippi, różowa suczka,
  - Bink, żółta suczka
- Lorenzo Music – Ozzie, zielony piesek
- Hal Smith –
  - Dink, czerwony piesek,
  - pan Hamish
- Cloyce Morrow – pani Bingham
- Michael Rye – J.J. Wagstaff